# Shadwell (Virginie)
Shadwell est une zone de recensement (CDP), ou lieu-dit, situé sur la rivière Rivanna dans le comté d’Albemarle, Virginie, à proximité de Charlottesville. Il s'agit du lieu de naissance de Thomas Jefferson, troisième Président des États-Unis. Il n'y a pas d'habitants dans la zone, au recensement de 2010.
Peter Jefferson, père de Thomas, colon et planteur, a baptisé le lieu par référence à la paroisse de Shadwell à Londres, où sa femme Jane Randolph avait été baptisée.
Vers 1835, une importante usine de cardage, employant plus de 100 ouvriers, était implanté à Shadwell. Il existait également un moulin à eau et une scierie. On comptait en outre plusieurs magasins généraux, des boutiques et des logements. La ville a prospéré jusqu’en 1850, lorsque l'usine a brûlé et a été définitivement fermée.
Shadwell est inscrit sur la liste du Centre des monuments nationaux.

## Source
- (en) Cet article est partiellement ou en totalité issu de l’article de Wikipédia en anglais intitulé « Shadwell (Virginia) » (voir la liste des auteurs).